# 泛酸
泛酸（pantothenic acid），又称维生素B5，是水溶性維生素。它是人體必需的维生素之一。動物需要泛酸以合成輔酶A，而輔酶A是動物代謝醣類、蛋白質、脂肪的必要物質。
泛酸是2,4-二羟基-3,3-二甲基丁酸和3-氨基丙酸的组合，其名源自于希腊文 pantos，意为“无处不在”，因为几乎所有食物中都含有泛酸。人类缺乏泛酸非常罕见。作为膳食补充剂或动物饲料成分的泛酸形式通常是泛酸钙，因为它的化学稳定性好，因此产品保质期比泛酸钠和游离泛酸长。

## 性质

辅酶A的结构：1是3′-磷酸腺苷，2是焦磷酸根，3是2,4-二羟基-3,3-二甲基丁酸，4是3-氨基丙酸，5是2-氨基乙硫醇。

泛酸是一种可溶于水的维生素，是维生素B的一类。它可以由氨基酸3-氨基丙酸和2,4-二羟基-3,3-二甲基丁酸反应而成（参见辅酶A的生物合成和结构）。不像有八种维生素异构体的维生素E，泛酸只有一种。它是合成辅酶A (CoA) 的起始化合物，辅酶A则是许多酶过程的辅助因子。

## 用于辅酶A的生物合成

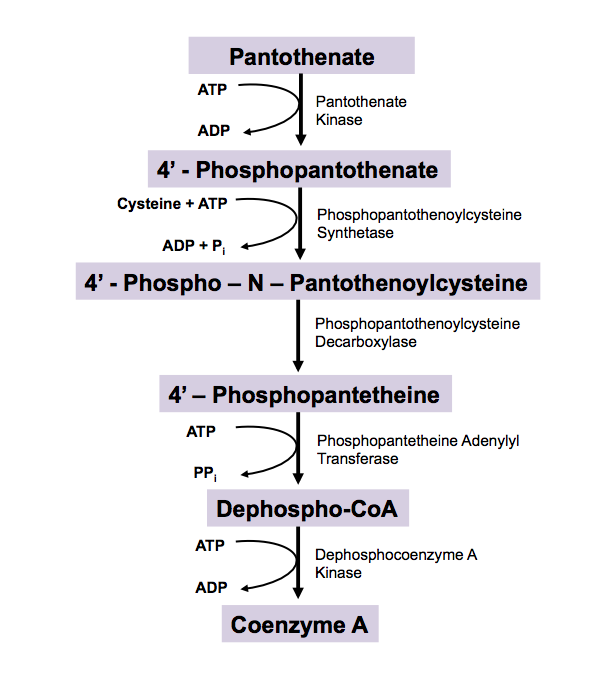
从泛酸合成 CoA 的生物合成途径的详细信息。

通过五步反应，可以通过泛酸前体合成CoA。生物合成辅酶A需要泛酸、半胱氨酸和适量的ATP（见图）。
反应的步骤如下：
1. 泛酸被泛酸激酶（英语：pantothenate kinase）磷酸化成4′-磷酸泛酸。这是CoA生物合成的关键步骤，需要ATP。[13]
2. 半胱氨酸通过泛酸-半胱氨酸连接酶（英语：Phosphopantothenate—cysteine ligase）加入到4′-磷酸泛酸，形成4'-磷酸-N-泛酰半胱氨酸 (PPC)。此步骤需要ATP水解（英语：ATP hydrolysis）。[13]
3. PPC接着被磷酸泛酰半胱氨酸脱羧酶（英语：Phosphopantothenoylcysteine decarboxylase）脱羧成4'-磷酸泛酰巯基乙胺（英语：4'-phosphopantetheine）。
4. 4'-磷酸泛酰巯基乙胺被泛酰巯基乙胺-磷酸腺苷酸化转移酶（英语：Pantetheine-phosphate adenylyltransferase）腺苷酸化（英语：Adenylation）成脱磷酸-CoA。
5. 最后，脱磷酸-CoA被脱磷酸辅酶A激酶（英语：dephospho-CoA kinase）磷酸化成辅酶A。这一步也需要ATP。[13]

该途径受到酶抑制剂抑制，这意味着 CoA 是泛酸激酶（负责第一步的酶）的竞争性抑制剂。
辅酶A在三羧酸循环中是必需的。这个过程是身体的主要异化作用，对于分解细胞的组成部分如碳水化合物、氨基酸和脂质以获取燃料至关重要。CoA还对丙酮酸以乙酰辅酶A的形式进入三羧酸循环，以及在循环中将α-酮戊二酸转化为琥珀酰辅酶A的能量代谢很重要。 CoA也是酰化和乙酰化中必须的，例如参与信号转导和各种酶功能。 除了作为CoA之外，该化合物还可以作为酰基的载体，形成乙酰辅酶A和相关化合物，在细胞内运输碳原子。 CoA也是酰基载体蛋白 (ACP)的形成中必须的，前者在脂肪酸合成是必需的。它的合成还与其他维生素，如硫胺素和叶酸有关。

### 饮食
泛酸的食物来源来自动物性食物，包括乳制品和鸡蛋。马铃薯、番茄制品、燕麦谷物、葵花籽、鳄梨和蘑菇是泛酸很好的植物来源。全谷物是泛酸的另一个来源，但碾磨制作白米或白面粉会去除大部分泛酸，因为它存在于全谷物的外层。在动物饲料中，泛酸最重要的来源是苜蓿、谷物、鱼粉、花生粉、糖蜜、米糠、麦麸和酵母。

### 补充剂
泛酸的营养补充品通常是耐贮的功能类似物泛醇，摄入后会转化为泛酸。泛酸钙是泛酸的一种盐，可用于制造，因为它比泛酸更能抵抗降低稳定性的因素，如酸、碱或热。泛酸补充剂产品中泛酸的含量可能高达1000毫克（成人充足摄入量的200 ），但没有证据表明如此大量的泛酸会带来任何益处。WebMD声称泛酸补充剂有很多用途，但没有足够的科学证据支持其中任何一种。
作为膳食补充剂，泛酸不同于二硫二泛酸，后者由两个泛酸分子通过二硫键桥连接而成。二硫二泛酸以高剂量补充剂（600毫克）出售，可能有效降低低密度脂蛋白（心血管疾病的风险因子）的血液水平，但其长期影响尚不清楚，需要在医生的监督下使用。膳食补充剂泛酸对低密度脂蛋白没有相同的影响。

### 营养强化
根据全球营养强化数据交换，泛酸缺乏症非常罕见，以至于没有国家要求强化食品。

## 饮食建议
美国医学研究院（IOM）在1998年更新了维生素B族的估计平均需求量（EAR）和推荐膳食摄入量（RDA）。当时没有足够的信息来确定泛酸的EAR和RDA。在这种情况下，董事会设定了足够的摄入量（AI）。
目前对14岁以上的青少年和成年人的AI为5毫克/天。这部分基于以下观察结果：对于典型的饮食，泛酸尿排泄量约为2.6毫克/天，而与食物结合的泛酸的生物利用度约为50%。孕妇的足够的摄入量为6毫克/天，而哺乳期妇女则为7毫克/天。对于12个月以下的婴儿，AI为1.8毫克/天。对于1-13岁的儿童，AI会随着年龄的增长，从2毫克/天增加到4毫克/天。EAR、RDA、AI统称为参考膳食摄入量（DRIs）。
| 年龄组     | 年龄     | 足够的摄入量 |
| ---------- | -------- | ------------ |
| 婴儿       | 0–6个月  | 1.7 mg       |
| 婴儿       | 7–12个月 | 1.8 mg       |
| 儿童       | 1–3岁    | 2 mg         |
| 儿童       | 4–8岁    | 3 mg         |
| 儿童       | 9–13岁   | 4 mg         |
| 成年人     | 14+岁    | 5 mg         |
| 孕妇       | (vs. 5)  | 6 mg         |
| 哺乳期妇女 | (vs. 5)  | 7 mg         |

虽然对于许多营养素，美国农业部会使用食物成分数据结合食物消费调查结果来估计平均消费量，但这些调查和报告分析中不包括泛酸。成人泛酸每日摄入量的不太正式的估计报告约为 4 至 7 毫克/天。

### 安全
为了安全，IOM在证据充足时会设定维生素和矿物质的可耐受最高摄入量（UL）。因为没有高剂量泛酸对人体的副作用的数据，所以泛酸没有可耐受最高摄入量。EFSA也审查了其安全问题，并得出了与美国相同的结论——没有足够的证据为泛酸设定可耐受最高摄入量。

## 吸收和排泄
大多数泛酸在食物中以CoA的形式存在，或是与酰基载体蛋白 (ACP) 结合。为了让肠道细胞吸收这种维生素，它必须转化为游离的泛酸。在小肠的小肠腔中, CoA和ACP会水解成4'-磷酸泛酰巯基乙胺。4'-磷酸泛酰巯基乙胺之后去磷酸化成泛酰巯基乙胺。泛酰巯基乙胺水解酶，一种肠道酶，会将泛酰巯基乙胺水解成游离的泛酸。游离泛酸通过可饱和的钠依赖性主动转运系统，被吸收到肠细胞中。高水平摄入泛酸时，一些泛酸也可能通过被动扩散作用额外吸收。总的来说，当泛酸摄入量增加10倍时，吸收率下降到10%。
泛酸通过尿液排出体外。这发生在它从CoA中释放出来之后。尿量中的泛酸约为 2.6 毫克/天，但在多周实验情况下给受试者喂食不含维生素的饮食时，尿量中的泛酸量减少到可以忽略不计。

## 缺乏
人类缺乏泛酸非常罕见，因此尚未得到彻底研究。在少数出现缺乏泛酸的情况下（二战期间的战俘、饥饿的受害者或某些志愿者试验），口服泛酸几乎可以治疗所有症状。缺乏泛酸的症状类似于其他维生素B的缺乏症。由于CoA的水平低，能量产生过程受损，可能导致烦躁、疲劳和冷漠。乙酰胆碱合成也会受损，因此会出现神经的症状，包括感觉手脚麻木、感觉异常和肌肉痉挛。其它症状可能包括烦躁、不适、睡眠障碍、恶心、呕吐和腹部绞痛。
在动物中，缺乏泛酸的症状包括神经、胃肠道和免疫系统紊乱，生长速度减慢，食物摄入减少，皮肤损伤和毛皮变化，以及脂质和碳水化合物代谢的改变。在啮齿类动物中，它们的毛发颜色可能会丢失，这导致作为膳食补充剂的泛酸在市场上销售，据称可以预防或治疗人类头发变白（尽管缺乏任何人体试验证据）。
泛酸状态可以通过测量全血浓度或24小时尿排泄来评估。在人类中，全血值中的泛酸低于1 μmol/L被认为是低的，尿排泄量低于4.56 mmol/天也是如此。

## 动物营养
泛酸钙和D-泛醇是是EFSA批准的动物饲料添加剂。泛酸在动物饲料的补充量为猪：8-20mg/kg，家禽：10-15mg/kg，鱼：30-50mg/kg和宠物：8-14mg/kg。有一些证据表明，饲料补充剂会增加组织中泛酸的浓度，即人类食用的肉类以及鸡蛋中的泛酸浓度，但这不会引起消费者安全方面的担忧。
尚未确定反刍动物对泛酸的饮食要求。瘤胃微生物合成的泛酸似乎是膳食量的20至30倍。据估计，在小牛瘤胃中，泛酸的净微生物合成量为 2.2 毫克/每天消耗的可消化有机物（公斤）。以理论要求的5到10倍补充泛酸并没有改善饲养场牛的生长性能。

## 生物合成

泛酸的生物合成

细菌会从氨基酸天冬氨酸和缬氨酸的前体来合成泛酸。天冬氨酸转化为β-丙氨酸。缬氨酸的氨基会被酮基取代，形成α-酮基异缬氨酸盐。它在转移甲基后形成α-酮基-2,4-二羟基-3,3-二甲基丁酸，然后还原成2,4-二羟基-3,3-二甲基丁酸。最后，3-氨基丙酸和2,4-二羟基-3,3-二甲基丁酸缩合成泛酸（见图）。

## 历史
1912年，波兰化学家卡西米尔·冯克分离出一种对生命至关重要的水溶性微量营养素复合物，他认为所有的这些物质都是胺，称为vitamine。后来发现很多种维持生命所必须的物质，但不是胺，所以其中的e被移除了，变成vitamin（维生素）。维生素的命名法是按字母顺序排列的，Elmer McCollum将脂溶性维生素称为维生素A，水溶性维生素称为维生素B。随着时间的推移，八种化学性质不同的水溶性维生素B被分离出来并编号，其中泛酸就是维生素B5。
1933年，Roger J. Williams发现泛酸是酵母生长所必需的物质。三年后，Elvehjem和Jukes证明它是鸡的生长和抗皮炎因子。 Williams将这种化合物命名为“pantothenic acid”，源自于希腊文pantothen，意为无处不在，因为他发现他测试的每一种食物中几乎都有泛酸。Williams在1940年继续确定泛酸的化学结构。1953年，弗里茨·阿尔贝特·李普曼因为发现辅酶A及其对中间代谢的重要性，得到了诺贝尔医学奖。